# Соф'ян Ганні
Соф'ян Ганні (фр. Sofiane Hanni, нар. 29 грудня 1990, Іврі-сюр-Сен) — французький і алжирський футболіст, півзахисник катарського клубу «Аль-Гарафа».
Виступав, зокрема, за клуби «Нант», «Мехелен» та «Андерлехт».

## Ігрова кар'єра
Народився 29 грудня 1990 року в місті Іврі-сюр-Сен. Вихованець футбольної школи клубу «Нансі».
У дорослому футболі дебютував 2009 року виступами за команду клубу «Нант», в якій провів два сезони, взявши участь лише у 4 матчах чемпіонату. 
Згодом з 2011 по 2014 рік грав у складі команд клубів «Кайсері Ерджієсспор» та «Анкараспор».
Своєю грою за останню команду привернув увагу представників тренерського штабу клубу «Мехелен», до складу якого приєднався 2014 року. Відіграв за команду з Мехелена наступні два сезони своєї ігрової кар'єри. Більшість часу, проведеного у складі «Мехелена», був основним гравцем команди. У складі «Мехелена» був одним з головних бомбардирів команди, маючи середню результативність на рівні 0,36 голу за гру першості.
До складу клубу «Андерлехт» приєднався 2016 року. Відтоді встиг відіграти за команду з Андерлехта 16 матчів в національному чемпіонаті.
| Дата       | Місто       | Господарі           | Результат | Гості      | Турнір                                   | Голи | Примітки |
| ---------- | ----------- | ------------------- | --------- | ---------- | ---------------------------------------- | ---- | -------- |
| 2-6-2016   | Вікторія    | Сейшельські Острови | 0 – 2     | Алжир      | Відбір до Кубка африканських націй 2017  | -    | 59'      |
| 7-1-2017   | Бліда       | Алжир               | 3 – 1     | Мавританія | товариський матч                         | 1    |          |
| 19-1-2017  | Франсвіль   | Алжир               | 1 – 2     | Туніс      | Кубок африканських націй 2017 - 1-й етап | 1    | 74'      |
| 23-1-2017  | Франсвіль   | Сенегал             | 2 – 2     | Алжир      | Кубок африканських націй 2017 - 1-й етап | -    | 83'      |
| 6-6-2017   | Бліда       | Алжир               | 2 – 1     | Гвінея     | товариський матч                         | 1    | 72'      |
| 11-6-2017  | Бліда       | Алжир               | 1 – 0     | Того       | Відбір до Кубка африканських націй 2019  | 1    | 31'      |
| 2-9-2017   | Лусака      | Замбія              | 3 – 1     | Алжир      | Відбір до ЧС 2018                        | -    |          |
| 7-10-2017  | Яунде       | Камерун             | 2 – 0     | Алжир      | Відбір до ЧС 2018                        | -    | 71'      |
| 10-11-2017 | Константіна | Алжир               | 1 – 1     | Нігерія    | Відбір до ЧС 2018                        | -    | 63'      |
| 14-11-2017 | Алжир       | Алжир               | 3 – 0     | ЦАР        | товариський матч                         | -    | 56'      |
| 22-3-2018  | Алжир       | Алжир               | 4 – 1     | Танзанія   | товариський матч                         | -    | 84'      |
| 27-3-2018  | Грац        | Іран                | 2 – 1     | Алжир      | товариський матч                         | -    | 33'      |
| Усього     |             | Матчів              | 12        |            | Голів                                    | 4    |          |

## Титули і досягнення
- Чемпіон Бельгії (1):

«Андерлехт»: 2016-17
- Володар Суперкубка Бельгії (1):

«Андерлехт»: 2017